# Шеридан, Энн
Клара Лу «Энн» Шеридан (англ. Clara Lou «Ann» Sheridan; 21 февраля 1915 — 21 января 1967) — американская актриса и певица.

## Биография
Клара Лу Шеридан родилась в техасском городе Дентон 21 февраля 1915 года в семье механика Джорджа Шеридана и Лулы Стюарт Уоррен. Когда она обучалась в колледже её старшая сестра отправила её фото в «Paramount Pictures». Там она приглянулась продюсерам и вскоре её пригласили в Голливуд. Ради карьеры Шеридан даже бросила колледж и уже в 19 лет состоялся её кинодебют. В 1936 году, после двух лет съёмок в эпизодических ролях на «Paramount Pictures», она покинула студию и подписала контракт с «Warner Bros.» и в то же время изменила своё имя на Энн Шеридан.
Её карьера стала стремительно развиваться, и в последующие годы Энн снялась в таких фильмах, как «Ангелы с грязными лицами» (1938), «Додж-Сити» (1939), «Человек, который пришёл к обеду» (1942), «Край тьмы» (1943), «Нора Прентисс» (1947), «Неверная» (1947) и «Серебряная река» (1948).
Но несмотря на многие успехи в кино, её карьера стала постепенно угасать, и последней крупной её ролью стала Кетрин Гейтс в фильме «Солдат в юбке» (1949). В 1950-х годах она снималась очень мало, и последние её работы были на телевидении, где она появилась в сериалах «Другой мир» и «Пистолеты и юбки».
Энн четыре раза выходила замуж, одним из её супругов был актёр Джордж Брент (1942—1943), но детей у неё не было. Она умерла от рака пищевода 21 января 1967 года в Лос-Анджелесе в возрасте 51 года. Энн Шеридан имеет звезду на голливудской «Аллее славы» на Голливуд-бульвар 7024.

## Избранная фильмография
| Год  |   | Русское название                | Оригинальное название      | Роль                   |
| ---- | - | ------------------------------- | -------------------------- | ---------------------- |
| 1934 | ф | Дамам стоит послушать           | Ladies Should Listen       | Адель                  |
| 1937 | ф | Чёрный легион                   | Black Legion               | Бетти Гроган           |
| 1937 | ф | Сан-Квентин                     | San Quentin                | Мэй Кеннеди            |
| 1938 | ф | Ковбой из Бруклина              | Cowboy from Brooklyn       | Максин Чадвик          |
| 1938 | ф | Ангелы с грязными лицами        | Angels with Dirty Faces    | Лори Мартин            |
| 1939 | ф | Они сделали меня преступником   | They Made Me a Criminal    | Голди Уэст             |
| 1939 | ф | Додж-Сити                       | Dodge City                 | Руби Гилман            |
| 1940 | ф | Это всё правда                  | It All Came True           | Сара Джейн Райан       |
| 1942 | ф | Человек, который пришел к обеду | The Man Who Came to Dinner | Лоррейн Шелдон         |
| 1943 | ф | Край тьмы                       | Edge Of Darkness           | Карен Стенсгард        |
| 1947 | ф | Неверная                        | The Unfaithful             | Крис Хантер            |
| 1947 | ф | Нора Прентисс                   | Nora Prentiss              | Нора Прентисс          |
| 1948 | ф | Серебряная река                 | Silver River               | Джорджия Мур           |
| 1949 | ф | Солдат в юбке                   | I Was a Male War Bride     | лейтенант Кэтрин Гейтс |
| 1950 | ф | Женщина в бегах                 | Woman on the Run           | Элеонор Джонсон        |
| 1952 | ф | Стальной город                  | Steel Town                 | Ред Макнамара          |
| 1953 | ф | Назначение в Гондурас           | Appointment in Honduras    | Сильвия Шеппард        |
| 1956 | ф | Противоположный пол             | The Opposite Sex           | Аманда Пенроуз         |